# Chromatomyia gentianae
Chromatomyia gentianae är en tvåvingeart som beskrevs av Friedrich Georg Hendel 1920. Chromatomyia gentianae ingår i släktet Chromatomyia och familjen minerarflugor. Inga underarter finns listade i Catalogue of Life.